# Тёплый Ключ (Восточно-Казахстанская область)
Тёплый Ключ (каз. Тёплый Ключ) — упразднённое село в Зыряновском районе Восточно-Казахстанской области Казахстана. Входило в состав Парыгинского сельского округа. Ликвидировано в 2007 г.

## Население
По данным переписи 1999 года в селе проживало 38 человек (20 мужчин и 18 женщин).